# Jeruklegi Kulon
Jeruklegi Kulon is een bestuurslaag in het regentschap Cilacap van de provincie Midden-Java, Indonesië. Jeruklegi Kulon telt 6770 inwoners (volkstelling 2010).